# Айнур
А́йнур (кв. Ainur, то есть «священные»; ед. ч. А́йну) — в легендариуме Дж. Р. Р. Толкина первые порождения Эру Илуватара, созданные им до сотворения Эа и Арды.
По сути, являлись бесплотными духами, способными принимать физический облик.
По своему могуществу Айнур уступают только Илуватару. Каждому из них открыта лишь часть замысла Илуватара, и никому не ведома вся их полнота. Айнур вечно обитают вместе с Эру в Чертогах Безвременья вне пределов Эа.
Айнур, сошедшие в пределы Эа, именуются Валар и Майар. Валар и Майар создали много прекрасного в Арде. Самый могущественный из всех Айнур — Мелькор — восстал против Илуватара и своих собратьев, что привело к войне.
В конце мира Валар в Чертогах Безвременья воссоединятся с остальными Айнур и вместе с Детьми Илуватара исполнят Вторую Музыку Айнур.

## Музыка Айнур
История создания единым богом Эру Илуватаром материальной вселенной Эа и Арды начинается с того, что Эру создаёт Айнур и задаёт каждому из них музыкальную тему. Вначале Айнур исполняли свои музыкальные темы поодиночке или в группах, но «каждому ясна была только та часть помыслов Илуватара, от которой происходил он сам; и лишь медленно приходили они к пониманию своих собратьев. Однако же, слушая, всё более постигали они, и росли между ними согласие и гармония».
Затем Эру собрал всех Айнур, объявил им «великую тему» и повелел им всем вместе воплотить её в Великую Музыку, разрешив дополнять свои темы «своими собственными помыслами и вариациями».
Голоса Айнур сплелись в песнь, что заполнила «кущи Илуватара» и полилась дальше, заполнив Пустоту. При этом было предсказано, что ещё более великую музыку перед престолом Илуватара исполнят хоры Айнур и Детей Илуватара по окончании дней.
Самым могущественным из Айнур был Мелькор, располагавший по воле Эру Илаватара величайшим знанием, превосходившим то, что было дано его собратьям. Он часто «странствовал один в Пустоте, взыскуя Неугасимого Пламени», обуреваемый нетерпеливым желанием «дать Бытие собственным творениям».
Увидев теперь возможность заявить о своих собственных помышлениях, Мелькор попытался вплести в Великую Музыку часть своих мыслей, желая «возвеличить славу и мощь назначенной ему роли», чем сразу же вызвал разлад: «те, кто пели подле, удручились, и смутились их помыслы, и оборвалась их песня, иные же принялись подстраивать свою музыку под тему Мелькора, а не к той мысли, что владела ими поначалу. И так разлад, внесённый Мелькором, ширился и нарастал, и мелодии, прежде слышимые, потонули в море буйства звуков».
Увидев это, Илуватар дважды останавливал Великую Музыку и изменял основную тему, но всякий раз «нестройная песнь Мелькора звучала ещё яростнее, споря с нею». «В разгар этой борьбы, от которой содрогались чертоги Илуватара …, поднялся Илуватар в третий раз, и ужасен был лик его. И воздел он вверх руки, и единым аккордом, глубже, нежели Бездна, выше, чем Небесный свод, всепроникающая, точно взор Илуватара, Музыка смолкла».
Илуватар представил Айнур зримое, материальное воплощение исполненной ими Великой Музыки — «и предстал перед ними новый, ставший видимым Мир, и покоилась сфера Мира среди Пустоты, и Пустота поддерживала его». Перед Айнур затем развернулась вся дальнейшая история этого Мира, в котором оказались воплощены и основная тема, заданная Илуватаром, и те помыслы и вариации, которые добавляли сами Айнур, — включая тайные помышления Мелькора. Никогда ранее Илуватар не раскрывал Айнур всю полноту своего замысла. Именно в этот момент они впервые узрели предстояший приход Детей Илуватара — эльфов и людей, ибо Дети Илуватара задуманы были самим Илуватаром, и явились они в третьей теме Великой Музыки, а в той теме, что задал Илуватар с самого начала, их не было, и никто из Айнур не причастен к их созданию. Но даже сейчас Илуватар не показал Айнур начала Владычества Людей и заката Перворождённых — они не увидели зримо ни воплощения поздних эпох, ни конца Мира.

## Айнур в Арде
Многие из числа самых могущественных Айнур обратили все помыслы свои к представленной им тверди. Главным среди них снова был Мелькор. Он сделал вид, что желает отправиться в Арду и обустроить её на благо Детям Илуватара, сдерживая неистовство всепожирающего жара и неуёмного ледяного холода, что пришли через него. Однако на самом деле мечтал он подчинить своей воле и эльфов, и людей, захотелось ему иметь подданных и рабов, называться Владыкой и властвовать над чужой волей.
Узрев, что Айнур страстно желают осуществления всего увиденного ими, Илуватар воззвал к ним и воскликнул: «Эа! Да будет так! И зажгу я в Пустоте Неугасимое Пламя, и возгорится оно в сердце Мира, и Будет Мир; и те из вас, кто пожелает, могут сойти туда». Так Эру создал материальную Вселенную (Эа) и Арду.
Многие Айнур остались с Эру в Чертогах безвременья, и о дальнейшей судьбе их ничего не известно, но часть Айнур спустилась в созданный мир, став Валар, властелинами Арды.
Войдя в сотворённый мир, Валар стали его неотъемлемой частью, и поэтому не смогут покинуть Арду, пока та существует. Согласно «Айнулиндалэ», «одно условие поставил перед ними Илуватар, а может — таково неизбежное следствие их любви: их власть и сила отныне должны быть заключены и связаны в пределах Мира, и пребывать им там вовеки до тех пор, пока не завершится его история, так что в них — жизнь Мира, а Мир — их жизнь. И с тех пор именуются они Валар, Власти Мира».
Мир был ещё пуст и бесформен, и Валар лишь предстояло воплотить то, что они узрели в видении Илуватара. Великий труд этот длился бессчётные века, пока наконец в центре необъятных чертогов Эа не возникла та твердь, что была предназначена Детям Илуватара. В созидании мира главная роль пришлась на Манвэ, Улмо и Аулэ, но и Мелькор был в Арде с самого начала и вмешивался во все дела Валар, продвигая свои собственные замыслы, и возжёг великие пожары. Пока Земля была ещё молода и объята пламенем, Мелькор возжелал полной власти над ней и объявил Арду своим королевством. Против него выступил брат его, Манвэ; на помощь ему слетели многие духи, чтобы не помешал Мелькор завершению их трудов. Они трудились сообща, придавая Земле законченность, упорядочивая хаос и укрощая буйство стихий. Так возник раздор между Мелькором и прочими Валар. На сей раз Мелькор отступил, но желание завладеть королевством Арды по-прежнему царило в его сердце.
Сойдя в Мир, Валар приняли телесный облик, подобный облику Детей Илуватара, отличаясь от него лишь величием и блеском, и являются взору прекрасными и всемогущими, и благостными. При этом они могут, если пожелают, оставаться невидимыми. Облекаясь в зримую форму, одни Валар принимают образ мужчин, другие — женщин. Мелькор, завидуя другим Валар, также принял зримое обличие, но облик его был тёмным и пугающим, взор его иссушал жаром и пронзал смертельным холодом.
Так началась первая битва Валар с Мелькором за владение Ардой. Как только начинали Валар новый труд, Мелькор разрушал или искажал его плоды. Постепенно, однако, Земля обретала форму, застывала, и наконец жилище для Детей Илуватара среди бесчисленных звёзд было создано.
По завершении Первой Эпохи Валар не вмешиваются в ход событий напрямую. Кроме того, им неподвластно создание разумных существ.